# Municipio de Little Caney
El municipio de Little Caney (en inglés: Little Caney Township) es un municipio ubicado en el condado de Chautauqua en el estado estadounidense de Kansas. En el año 2010 tenía una población de 329 habitantes y una densidad poblacional de 2,81 personas por km².

## Geografía
El municipio de Little Caney se encuentra ubicado en las coordenadas 37°3′00″N 96°1′29″O / 37.05000, -96.02472. Según la Oficina del Censo de los Estados Unidos, el municipio tiene una superficie total de 117.27 km², de la cual 116,34 km² corresponden a tierra firme y (0,8 %) 0,93 km² es agua.

## Demografía
Según el censo de 2010, había 329 personas residiendo en el municipio de Little Caney. La densidad de población era de 2,81 hab./km². De los 329 habitantes, el municipio de Little Caney estaba compuesto por el 84,5 % blancos, el 1,22 % eran afroamericanos, el 6,99 % eran amerindios, el 0,3 % eran de otras razas y el 6,99 % eran de una mezcla de razas. Del total de la población el 1,22 % eran hispanos o latinos de cualquier raza.